# Xarxatan
Xarxatan è un comune dell'Azerbaigian situato nel distretto di Lənkəran.